# Tsjasjoesjoeli
Tsjasjoesjoeli (Georgisch: ჩაშუშული, letterlijk stoofpot) is een pittige stoofpot uit Georgië van runder- of kalfsvlees op tomatenbasis. Het gerecht kent ook een vegetarische versie met champignons in plaats van vlees.

## Achtergrond

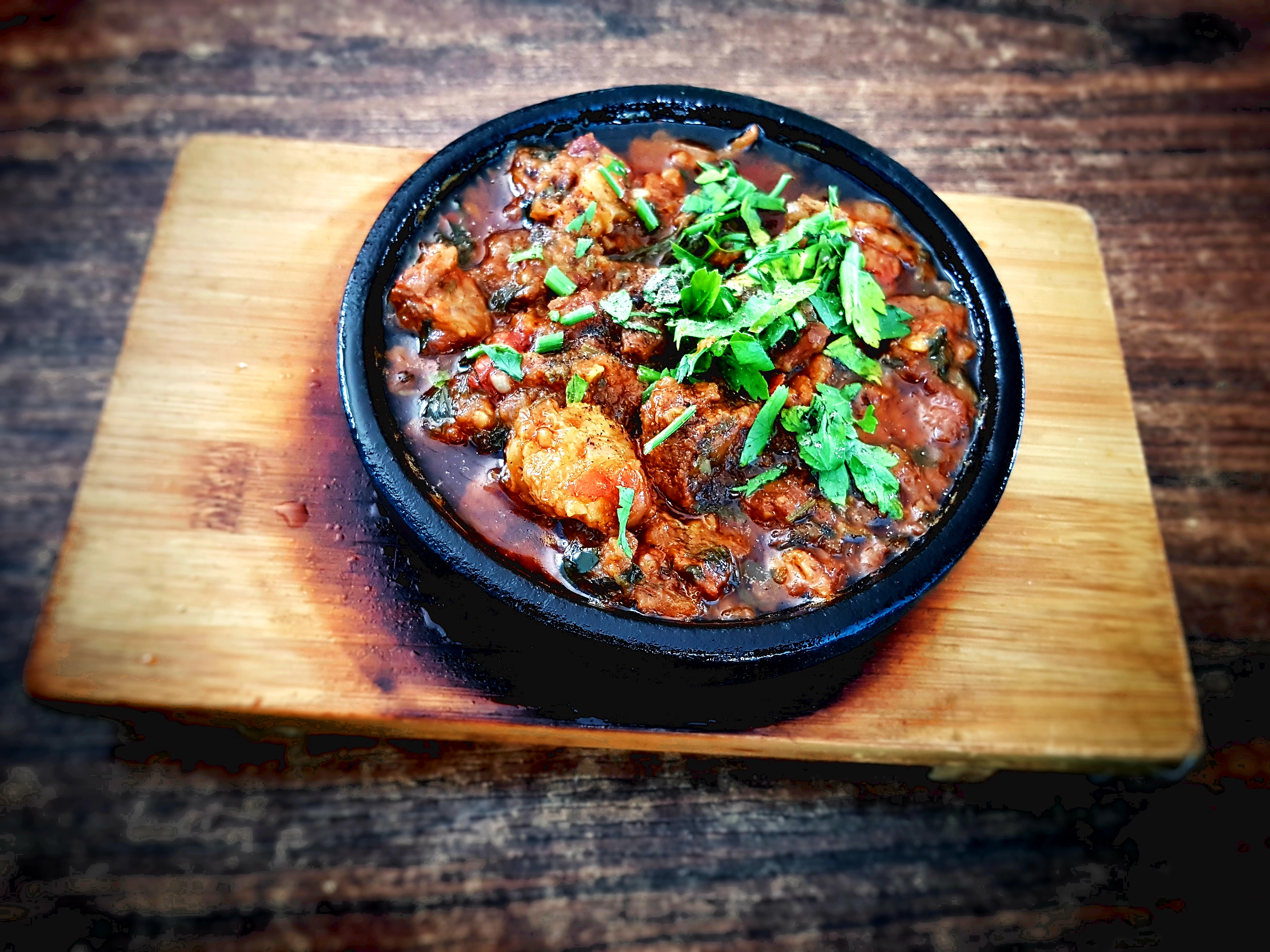
Een variatie op tsjasjoesjoeli

De tsjasjoesjoeli is een van de belangrijkste vleesgerechten uit de Georgische keuken. De schotel uit de westelijke regio Imereti is vergelijkbaar met een goulash, een stevige stoofpot van rundvlees en tomaten. Tsjasjoesjoeli wordt beschouwd als een afgeleide van de ostri, een andere traditionele Georgische runderstoofpot.
Het gerecht wordt standaard meestal gemaakt met rundvlees, maar is net zo "authentiek" met champignons voor een vegetarische versie. Deze is geschikt voor de vele vastendagen van de Georgisch-orthodoxe kalender. Beide versies worden universeel in Georgië in restaurants geserveerd. Net als elke stoofpot, is ook dit gerecht geschikt voor de koudere seizoenen van het jaar.
De tsjasjoesjoeli met kip in plaats van rundvlees staat bekend onder de naam tsjachochbili. De tschvris tsjasjoesjoeli (lamsstoofpot) daarentegen is een stoofschotel van lamsvlees en aardappelen zonder tomaten, waarmee het een geheel ander gerecht is.

## Ingrediënten
De belangrijkste ingrediënten van de tsjasjoesjoeli zijn runder- of kalfsvlees, uien, tomaten of tomatenpuree, chilipeper, knoflook, verse koriander en  laurierblad. Ook andere groene kruiden zoals peterselie en basilicum kunnen gebruikt worden. Om het geheel pikanter en kruidiger te maken kan de Georgische adzjika chilipasta en het kruidenmengsel oetscho soeneli worden gebruikt. In de vegetarische versie wordt het vlees vervangen door champignons.

## Bereiding
Bij het bereiden van de stoofpot moet het vlees eerst worden gebakken en pas daarna met de rest van de ingrediënten gemengd en gestoofd worden. Het gerecht wordt met Georgisch sjoti platbrood geserveerd in een ketsi, een Georgische aardewerken ovenschaal. Bij de schotel kan de Georgische rode Saperavi wijn gedronken worden.